# La regina di Navarra
La regina di Navarra è un film del 1942 diretto da Carmine Gallone.
Girato a Cinecittà durante la guerra, non porta nei titoli il nome tra gli sceneggiatori di Giacomo Debenedetti, che non poté firmare a causa delle leggi razziali. Si tratta di un divertissement storico, con ambientazioni e stile molto generici, che racconta un improbabile episodio che vede protagonista Margherita, sorella di Francesco I prigioniero a Madrid di Carlo V.

## Trama
Alla corte di Spagna giunge Margherita, la sorella di Francesco I, prigioniero di Carlo V. Usando tutta la sua abilità, Margherita riesce a far liberare il fratello e a farlo sposare a Eleonora, sorella dell'imperatore, così da creare una nuova alleanza tra Spagna e Francia. Dal canto suo, diventerà regina di Navarra, sposando Enrico.

## Produzione
- Titolo provvisorio: L'allegra regina.
- Suono: Nello Di Paolo